# Овчинников, Максим Ильич
Максим Ильич Овчинников (род. 18 мая 2003, Запорожье, Украина) — украинский пловец, член национальной сборной Украины по плаванию на 2023 , многократный чемпион Украины по плаванию, рекордсмен Украины среди юниоров на дистанциях: 100 метров брассом , 50 метров брассом , 200 метров  (в бассейне 25 метров). 
Участник чемпионата мира среди  (2019) в Будапеште.  
В феврале 2021 года стал чемпионом Украины по плаванию среди молодежи и юниоров.
В марте 2021 года на зимнем чемпионате Украины по плаванию занял первое место на дистанции 200 метров брассом среди мужчин (время 2:15.03), второе место на дистанции 100 метров брассом среди мужчин (время 1:02.25) и третье место на дистанции 50 метров брассом среди мужчин (время 0:28.49).
В июле 2021 года участвовал в финале юниорского чемпионата Европы в Риме.
Полу-финалист чемпионата Европы в г.Рим (Италия) 2022г. на дистанции 200 брасс. Финишировал с результатом 2.12.62 заняв 11 место .
Бронзовый призер соревнований   «Euromeet» в г.Люксембург 2023г. (герцогство Люксембург) с результатом 2.12.95. 
Серебряный призер соревнований «Stockholm open» в г.Стокгольм (Швеция) 2023г.  на дистанции 200 брасс с результатом 2.11.93 .
Двухкратный Чемпион Украины с плавания на соревнованиях в г. Бровары 2023г. на дистанциях 100 брасс с результатом 1.01.19 , 200 брасс с результатом 2.13.00 .
Полу-финалист Чемпионата Мира с плавание в г. Фукуока (Япония) 2023 года. Финишировал с результатом 2.11.95 заняв 16 место.
Бронзовый призер чемпионата Европы до 23 лет в г. Дублин (Ирландия) . . Финишировал с результатом 2.11.02.